# کیریو اورایاما
کیریو اورایاما (به ژاپنی: 浦山 桐郎 Urayama Kirio) یک کارگردان فیلم و فیلم‌نامه‌نویس ژاپنی بود. او در مجموع نه فیلم قبل از مرگ نابهنگامش در سال ۱۹۸۵ کارگردانی کرد. از ساخته او می‌توان به فیلم شهر کارخانه ذوب فلز (۱۹۶۲، نویسنده و کارگردان) اشاره کرد.